# Ізбиця-Весь
Ізбиця-Весь (пол. Izbica-Wieś) — село в Польщі, у гміні Ізбиця Красноставського повіту Люблінського воєводства.
Населення — 478 осіб (2011).

## Демографія
Демографічна структура станом на 31 березня 2011 року:
|          | Загалом | Допрацездатний вік | Працездатний вік | Постпрацездатний вік |
| -------- | ------- | ------------------ | ---------------- | -------------------- |
| Чоловіки | 218     | 37                 | 152              | 29                   |
| Жінки    | 260     | 42                 | 153              | 65                   |
| Разом    | 478     | 79                 | 305              | 94                   |